# Annigeri
Annigeri (Kannada: ಅಣ್ಣಿಗೇರಿ) ist eine historisch bedeutsame Stadt mit rund 30.000 Einwohnern im indischen Bundesstaat Karnataka.

## Lage und Klima
Annigeri liegt im Nordwesten Karnatakas auf dem Dekkan-Plateau in einer Höhe von ca. 630 m; die Stadt befindet sich etwa auf halbem Weg zwischen den Distriktshauptstädten Hubballi-Dharwad im Westen und Gadag-Betageri im Osten. Das Klima ist subtropisch warm; Regen fällt fast nur in den sommerlichen Monsunmonaten.

## Bevölkerung
Offizielle Bevölkerungsstatistiken werden erst seit 1991 geführt und veröffentlicht.
| Jahr      | 1991   | 2001   | 2011   |
| Einwohner | 25.239 | 25.710 | 28.267 |

Knapp 66 % der mehrheitlich Kannada sprechenden Bevölkerung sind Hindus, etwa 32,5 % sind Moslems und ca. 1 % sind  Jains; andere Religionen wie Sikhs, Buddhisten, Christen etc. bilden zahlenmäßig kleine Minderheiten. Der männliche und der weibliche Bevölkerungsanteil sind ungefähr gleich hoch.

## Wirtschaft
Die Umgebung von Annigeri ist in hohem Maße landwirtschaftlich orientiert; in der Stadt selbst haben sich Handwerker, Händler und Dienstleister aller Art niedergelassen.

## Geschichte

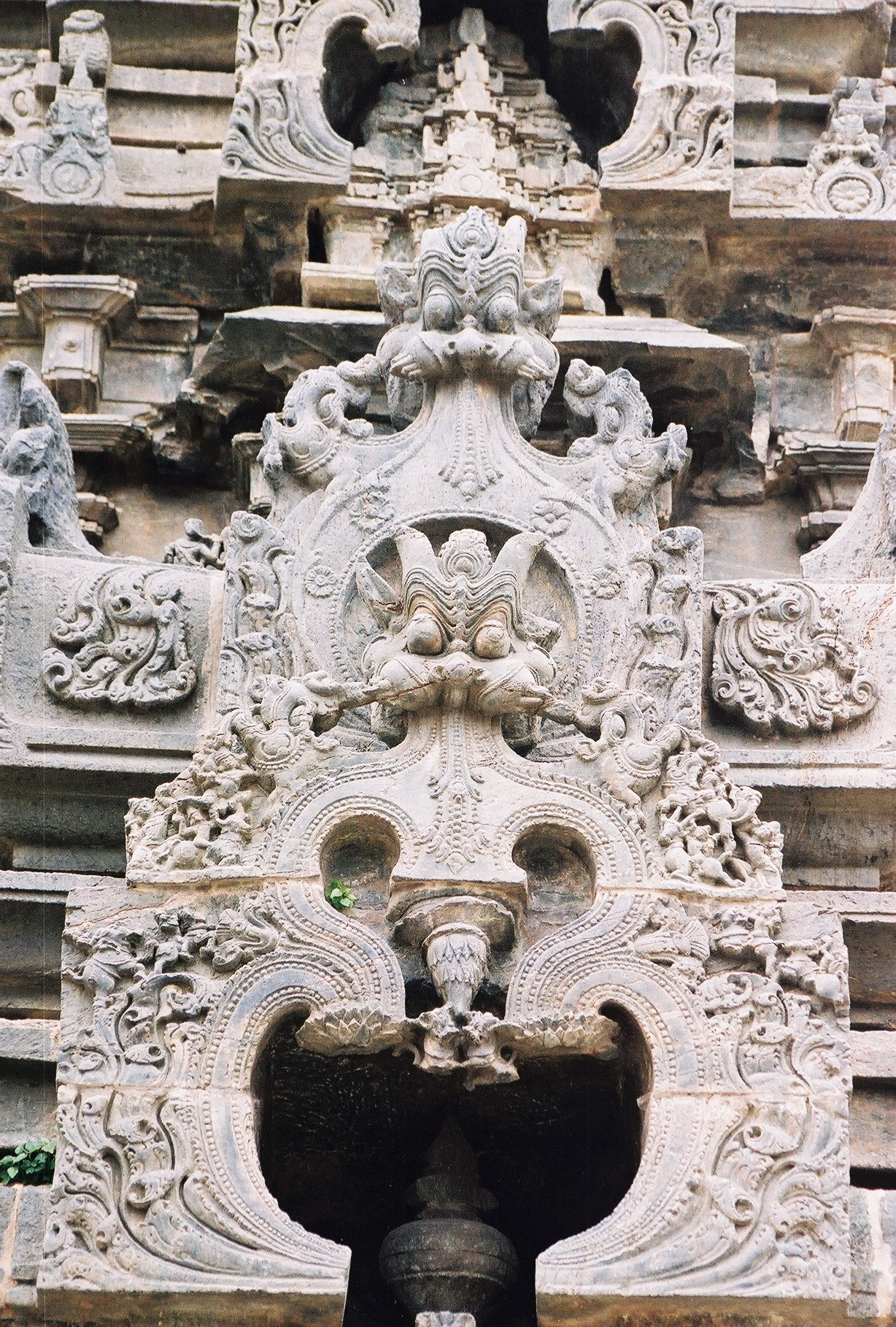
Kirtimukha-Köpfe am Amruteshwara-Tempel

Das Gebiet um Annigeri gehörte im frühen Mittelalter zum Herrschaftsgebiet der Chalukyas von Badami und der Rashtrakutas; die älteste hier gefundene Inschrift stammt aus der Mitte des 8. Jahrhunderts. Wie weitere Inschriften bezeugen kam die Stadt im 11. und 12. Jahrhundert unter die Einflusssphäre der Chalukyas von Kalyani, bis die Kalachuri und die Hoysala sukzessive die Macht übernahmen, denen im Jahr 1348 das Vijayanagar-Reich folgte, das selbst wiederum im Jahr 1565 in der Schlacht von Talikota den vereinigten Heeren der Dekkan-Sultanate unterlag. Diese waren jedoch untereinander zerstritten und so konnte der hinduistische Fürstenstaat von Mysore die Macht zeitweise übernehmen, die ihm jedoch von den Sultanen der Adil-Shahi-Dynastie von Bijapur streitig gemacht wurde. Von 1761 bis 1799 okkupierten Haidar Ali und Tipu Sultan, zwei quasi unabhängig regierende Generäle des Fürstenstaats Mysore, die Macht; danach dehnten die Briten ihren Einfluss auch auf Südindien aus.

## Sehenswürdigkeiten
Bedeutendste Sehenswürdigkeit von Annigeri ist der dem Hindu-Gott Shiva geweihte und im 11. oder frühen 12. Jahrhundert entstandene, später jedoch erweiterte Amruteshwara-Tempel; er gilt als der erste komplett aus Speckstein errichtete Tempelbau Indiens und als Prototyp aller größeren Tempelbauten der Chalukyas von Kalyani und der Hoysala. Er besteht aus drei ineinander übergehenden Bauteilen: Cella (garbhagriha), Vorraum (antarala oder sukhanasi) und Vorhalle (mandapa oder navaranga). Der Tempel ruht nicht auf einer Umgangsplattform (jagati), so dass die rituelle Umschreitung (pradakshina) nur auf dem mit Steinplatten belegten Erdbodenniveau möglich ist. Die Außenwände des Baus sind reich gegliedert und ornamentiert (Nischen mit Baldachinen etc.), doch auffällig ist das Fehlen von Figuren, die möglicherweise nie vorhanden waren oder aber in islamischer Zeit zerstört wurden. Die Cella wird überhöht durch einen horizontal gestuften Turmaufbau (vimana), der in einer Art massiver „Schirmkuppel“ endet, die – wie die Metallspitze – wahrscheinlich in späterer Zeit erneuert wurde. Die Specksteinsäulen der Vorhalle sind gedrechselt und beschnitzt; die Deckensegmente sind mit kleinen Rosetten geschmückt; unmittelbar am Eingang findet sich die für einen Shiva-Tempel obligatorische liegende Nandi-Figur. In der Cella befindet sich ein aus schwarzem Stein gearbeiteter Lingam mit umschließender Yoni.

## Persönlichkeiten
Der im 10. Jahrhundert lebende Dichter Adikavi Pampa wurde in Annigeri geboren.

## Sonstiges
Im Jahr 2010 wurden in einem Abwasserkanal über 450 menschliche Schädel (skulls) entdeckt, deren Alter zwar untersucht wurde, jedoch nicht einheitlich ist.